# Nicholas Nevid
Nicholas „Nick“ Nevid (* 1960) ist ein ehemaliger Schwimmer aus den Vereinigten Staaten, der 1978 Weltmeister im 200-Meter-Brustschwimmen und mit der Lagenstaffel war.

## Karriere
Bei den Weltmeisterschaften 1978 in West-Berlin belegte Nevid über 100 Meter Brust den fünften Platz mit 0,28 Sekunden Rückstand auf den Sieger Walter Kusch aus der Bundesrepublik Deutschland. Drei Tage später gewann Nevid die 200 Meter Brust mit 0,05 Sekunden Vorsprung auf Arsens Miskarovs aus der Sowjetunion, Kusch erkämpfte die Bronzemedaille. Die 4-mal-100-Meter-Lagenstaffel aus den Vereinigten Staaten mit Bob Jackson, Nicholas Nevid, Joe Bottom und David McCagg gewann die Goldmedaille mit fast vier Sekunden Vorsprung vor der Staffel aus der BRD.
1980 verpasste Nevid eine mögliche Olympiateilnahme wegen des Olympiaboykotts. 1981 nahm der Student der University of Texas at Austin an der Universiade in Bukarest teil. Nevid siegte über 100 Meter Brust und wurde über 200 Meter Brust Zweiter hinter Arsens Miskarovs. Mit der Lagenstaffel gewann Nevid eine weitere Silbermedaille hinter der Staffel aus der Sowjetunion.
Nevid graduierte 1983 in Biologie und machte 1993 seinen Ph.D. an der Louisiana State University. In seiner weiteren wissenschaftlichen Arbeit spezialisierte sich Nevid auf Meeresbiologie.